# Dona de l'Apocalipsi

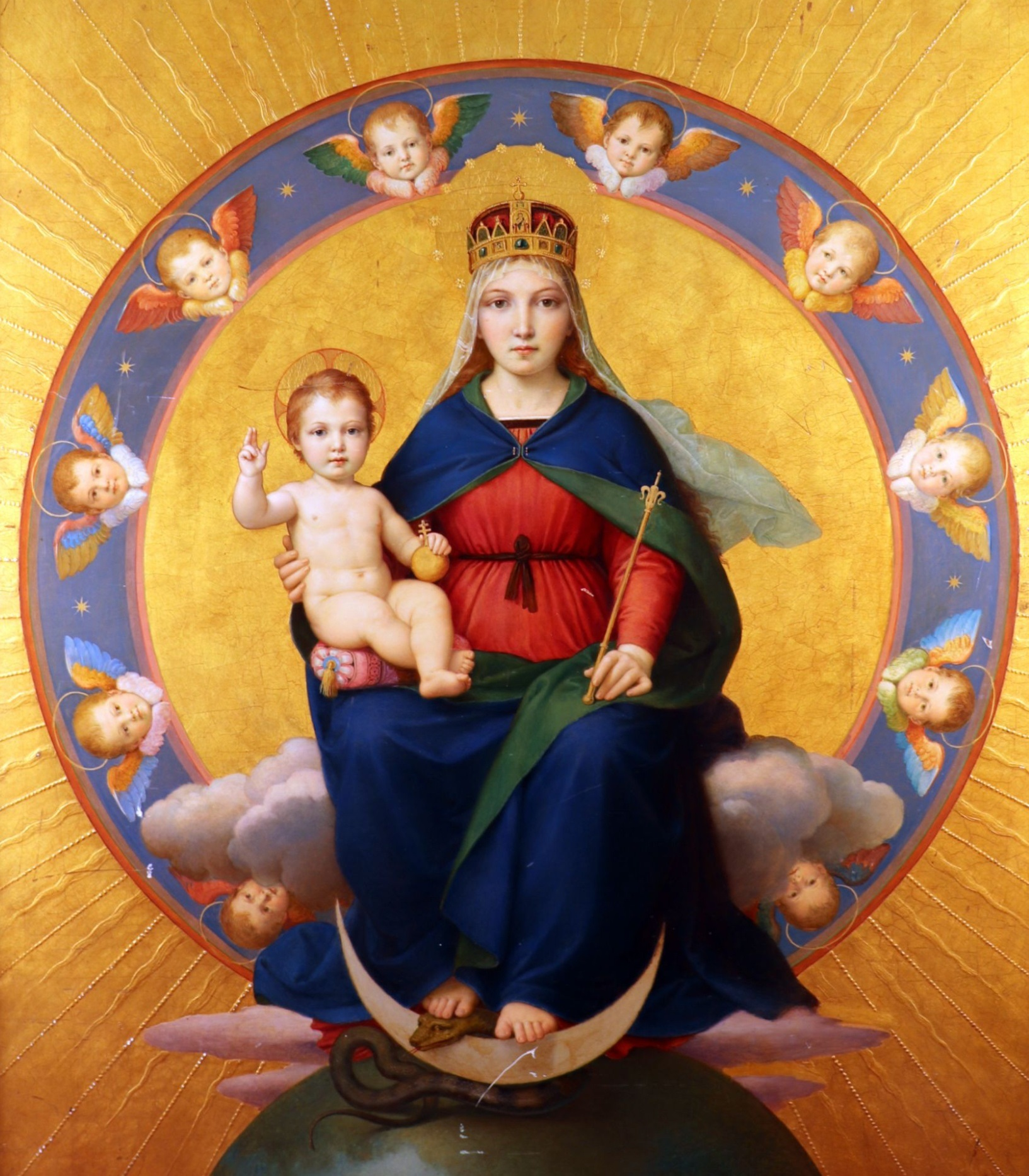
Dona vestida amb el Sol o Dona de l'Apocalipsi - metàfora principal del Llibre de l'Apocalipsi - pintura de Ferenc Szoldatits.

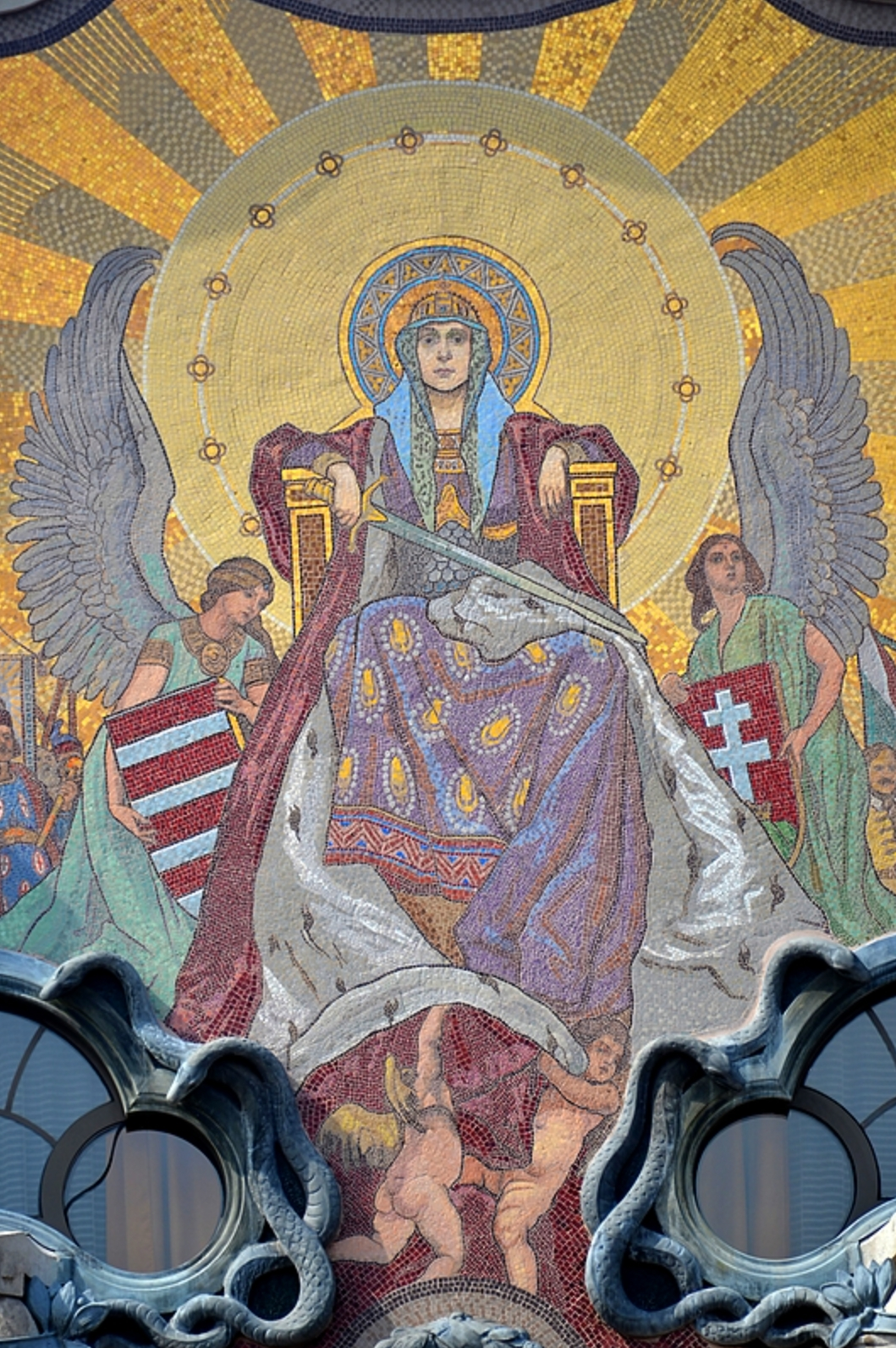
Dona vestida amb el sol, mosaic a la façana de la casa del banc turc a Budapest, Hongria

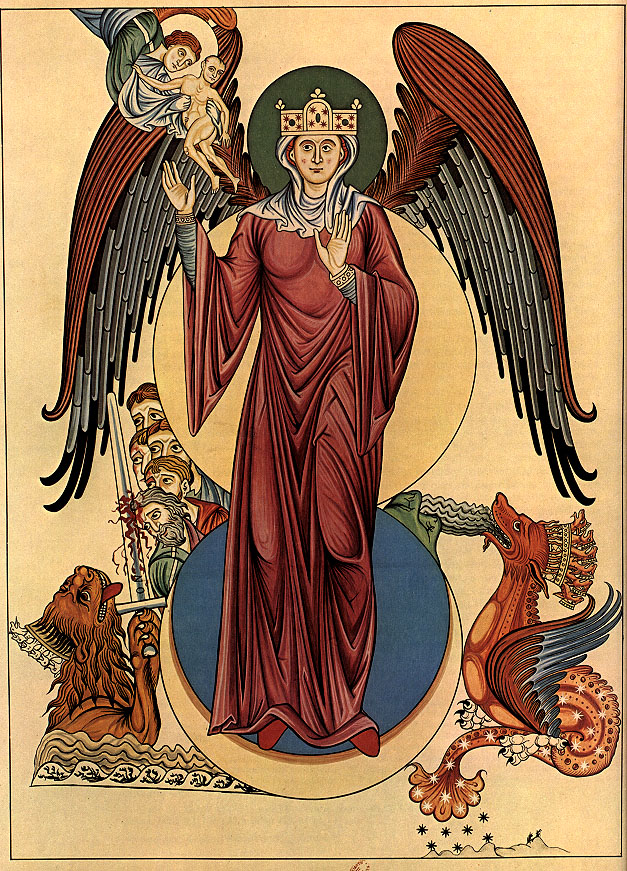
Una il·lustració de la dona de l'Apocalipsi a Hortus deliciarum (redibuix d'una il·lustració datada cap al 1180), que representa diversos esdeveniments de la narració d'Apocalipsis 12 en una sola imatge.

La Dona de l'Apocalipsi (o Dona vestida de sol, γυνὴ περιβεβλημένη τὸν ἥλιον; Mulier amicta sole) és una figura descrita al capítol 12 del Llibre de l'Apocalipsi (escrit c. 95 dC).
La dona dona a llum un fill que està amenaçat per un drac, identificat com el Diable i Satanàs, que té la intenció de devorar el nen tan aviat com neixi. Quan el nen és portat al cel, la dona fuig al desert i desencadena una "Guerra al Cel" en la qual els àngels expulsen el drac. El drac ataca a la dona, a qui se li dona ales per escapar i després l'ataca de nou inundant-lo amb aigua que li llança des de la boca i que després la terra s'empassa. Frustrat, el drac inicia la guerra contra "la resta de la seva llavor", identificada com els bons seguidors de Crist.
La dona de l'Apocalipsi és àmpliament identificada com la Mare de Déu. Alguns comentaristes de l'Església antiga així com de l'Església Catòlica Romana medieval i moderna, ofereixen aquesta interpretació. Aquesta visió no nega la interpretació alternativa de la dona que representa a l'Església, ja que en el dogma catòlic modern, Maria es considerada la Mare de Déu i la Mare de l'Església. Alguns comentaris catòlics, com el Comentari bíblic catòlic de Thomas Haydock (1859), permeten la interpretació de la dona tant com a Església com Maria. El comentari de la New American Bible (la Bíblia Catòlica Romana oficial per a Amèrica) estableix que "La dona adornada amb el sol, la lluna i les estrelles (imatges preses del Gènesi 37:9-10) simbolitzen el poble de Déu de l'Antic i el Nou Testament. El vell Israel va donar a llum el Messies (Apocalipsi 12:5) i es va convertir després en el nou Israel, l'església, que pateix la persecució pel drac.
En la teologia i les tradicions calvinistes, que són adverses a la veneració mariana, la interpretació de la dona representa l'església.

## Narració
El text descriu "una dona que tenia el sol per vestit, amb la lluna sota els peus, i duia al cap una corona de dotze estrelles" (12:1). La dona està embarassada i està a punt de donar a llum, "i cridava afligida pels dolors del part" (12: 2).
Després hi ha " un gran drac roig que tenia set caps i deu banyes" (12: 3) que vol "devorar-li el fill així que nasqués" (12: 4). Però el seu fill està "endut cap a Déu" (12: 5), i la dona mateixa "va fugir al desert, on Déu li havia preparat un lloc, perquè l'alimentessin allà mil dos-cents seixanta dies." (12: 6) 
Després hi ha una descripció de la "Guerra al Cel" dels àngels contra el drac, i "el gran drac, la serp antiga, l'anomenat diable i Satanàs, el qui enganya el món sencer, va ser llançat a la terra, i també els seus àngels hi foren llançats amb ell. " (12: 9) 
La dona torna a esmentar-se a les 12:13, ja que és perseguida pel drac se li donen "dues ales de la gran àguila" per escapar-se (12:14). El drac l'ataca vomitant "com una riuada d'aigua darrere la dona perquè el corrent se l'emportés" (12:15), però la terra s'empassa la inundació (12:16), de manera que el drac "se n'anà a combatre contra la resta dels seus descendents, contra els qui guarden els manaments de Déu i mantenen ferm el testimoni de Jesús."(12:17).

## Interpretació com a Mare de Déu

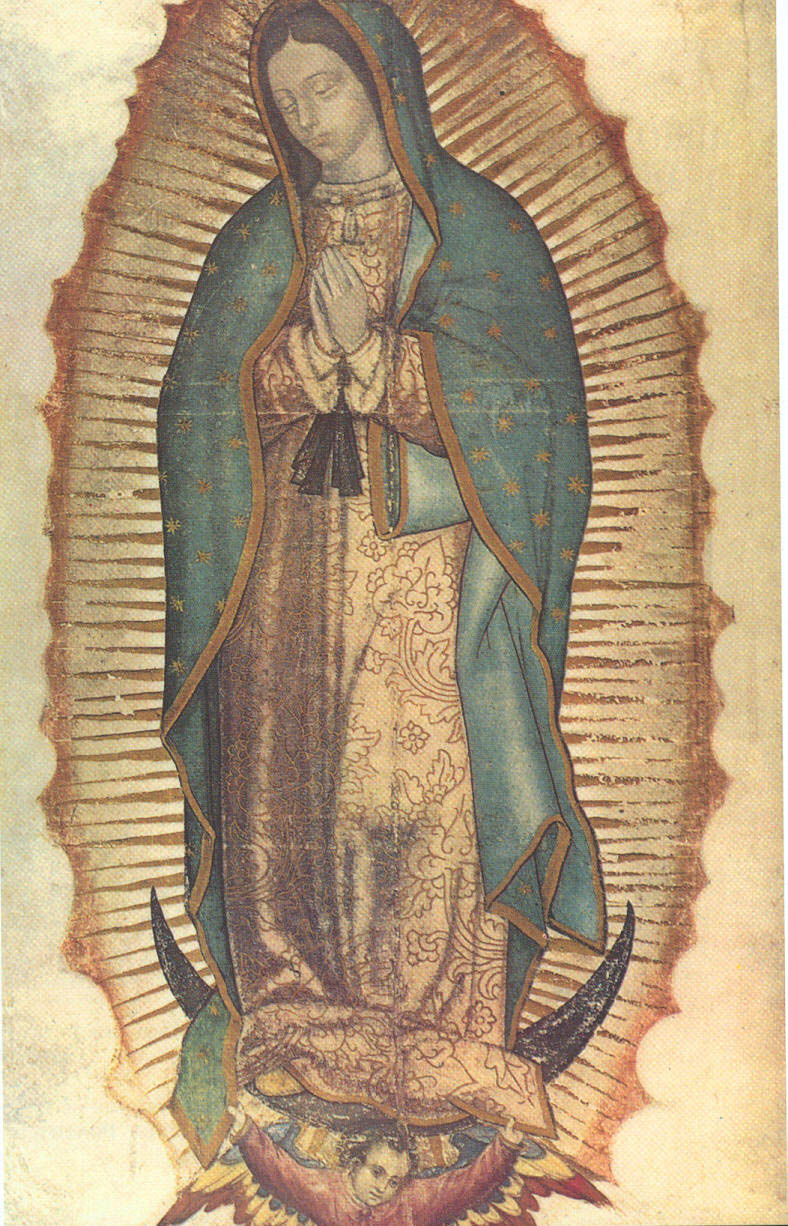
La Nostra Senyora de Guadalupe està representada com la Dona de l'Apocalipsi des del.

### Història
Testimonis antics de la interpretació mariana com Sant Epifani, Ticoni (fortament influenciat Sant Agustí), el desconegut autor de la Història de Josep el fuster, Quodvultdeus (deixeble de Sant Agustí), Cassiodor (Complexiones in Apocalypsi, escrit cap al 570 dC), i els pares grecs Andreu de Cesarea (finals del segle VI a principis del segle VII) i Ecumeni.).
En els temps moderns, la interpretació mariana ha estat defensada pels papes Pius X, Pius XII, Pau VI, i Joan Pau II.

### Interpretació teològica
El "fill" de la dona és una referència a Jesús de Natzaret (Apocalipsi 12:5), ja que està destinada a "governar totes les nacions amb una barra de ferro" (Apocalipsi 12:5). El drac que intenta devorar el fill de la dona en el moment del seu naixement (Apocalipsi 12:4) és una referència a l'intent d'Herodes el Gran de matar l'infant Jesús (Mateu 2:16).
En la interpretació de Pius X (1904), el naixement no és el de Jesús, sinó "segurament el nostre" (és a dir, l'Església Militant) "els que, estant a l'exili, encara hem de ser portats a l'amor perfecte de Déu i la felicitat eterna". Pius XII (1950) fa explícita la referència a l'Assumpció de Maria. I Joan Pau II (1987) en la interpretació del Protoevangeli del Gènesi 3:15, i per extensió, la identificació simbòlica de la Dona tant amb Maria com amb Eva.

### Veneració

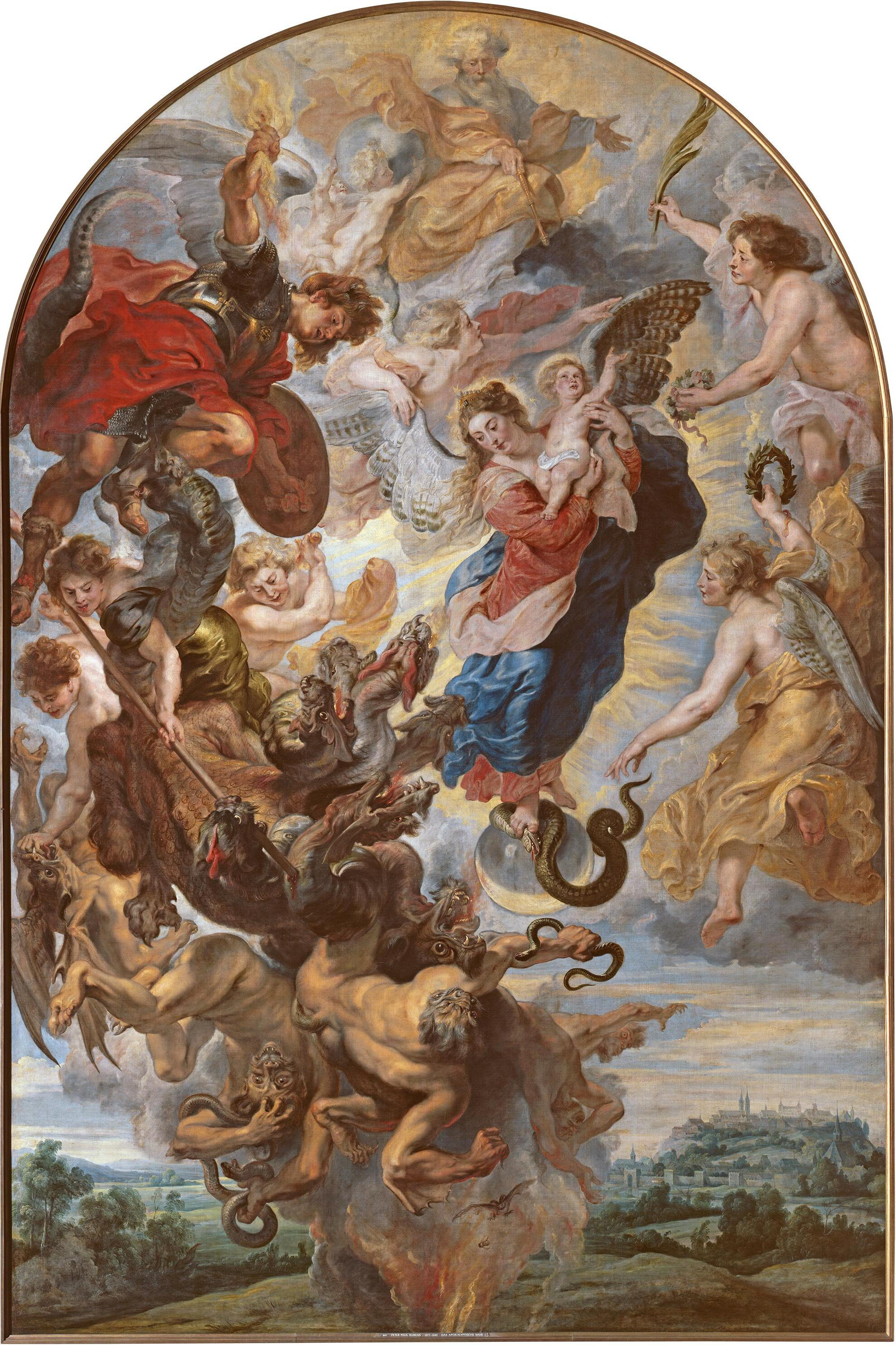
Una pintura barroca de Mondsichelmadonna (Madonna a la Lluna creixent) de Rubens, al retaule major de l'altar de la catedral de Freising (c. 1625). La Mare de Déu es representa amb un vestit vermell i un mantell blau mentre aixafa una serp a sota del peu.

Tant la veneració mariana com la interpretació de la dona de l'Apocalipsi es registren des d'almenys el segle iv, però la veneració específica de Maria d'aquesta forma només es fa tangible a partir de l'època medieval. Iconogràficament, les figures marianes associades a la narració de les Revelacions són recognoscibles pels atributs astronòmics, concretament la seva posició en una lluna creixent, i la corona de dotze estrelles (mentre que la descripció "vestida amb el sol" és de vegades representada per raigs que provenen de la seva figura) .
L'Associació de Maria amb una sola estrella es conserva des de l'època medieval inicial a través de l'himne Ave Maris Stella.
Moltes representacions de Maria del període gòtic (segle XIV al XVI) la mostren dempeus en una lluna creixent inspirada en l'associació de Maria amb la dona de l'Apocalipsi. El motiu es va fer tan popular a l'Alemanya del segle xv que les figures preexistents de la Madonna van ser completades amb una lluna creixent (per exemple Madonna de Bad Doberan, c. 1300, restaurat al segle XV). La Nostra Senyora de Guadalupe és representada com a Madonna de l'Apocalipsi des del segle xvi com a mínim.  La Madonna de l'Apocalipsi es va associar amb la Mare de Déu del Rosari, identificant-se amb la "corona de dotze estrelles" amb un "rosari de dotze privilegis". La Mare de Déu del Rosari es mostra sovint amb la corona o una corona de dotze estrelles (però no la lluna creixent) en representacions modernes. Un exemple notable és la Verge del Rosari de Pompeia .
A partir de la dècada de 1980 s'escriu una interpretació que connecta el disseny de la Bandera d'Europa (1955) amb aquest aspecte de la iconografia mariana.

## Interpretació com a Església

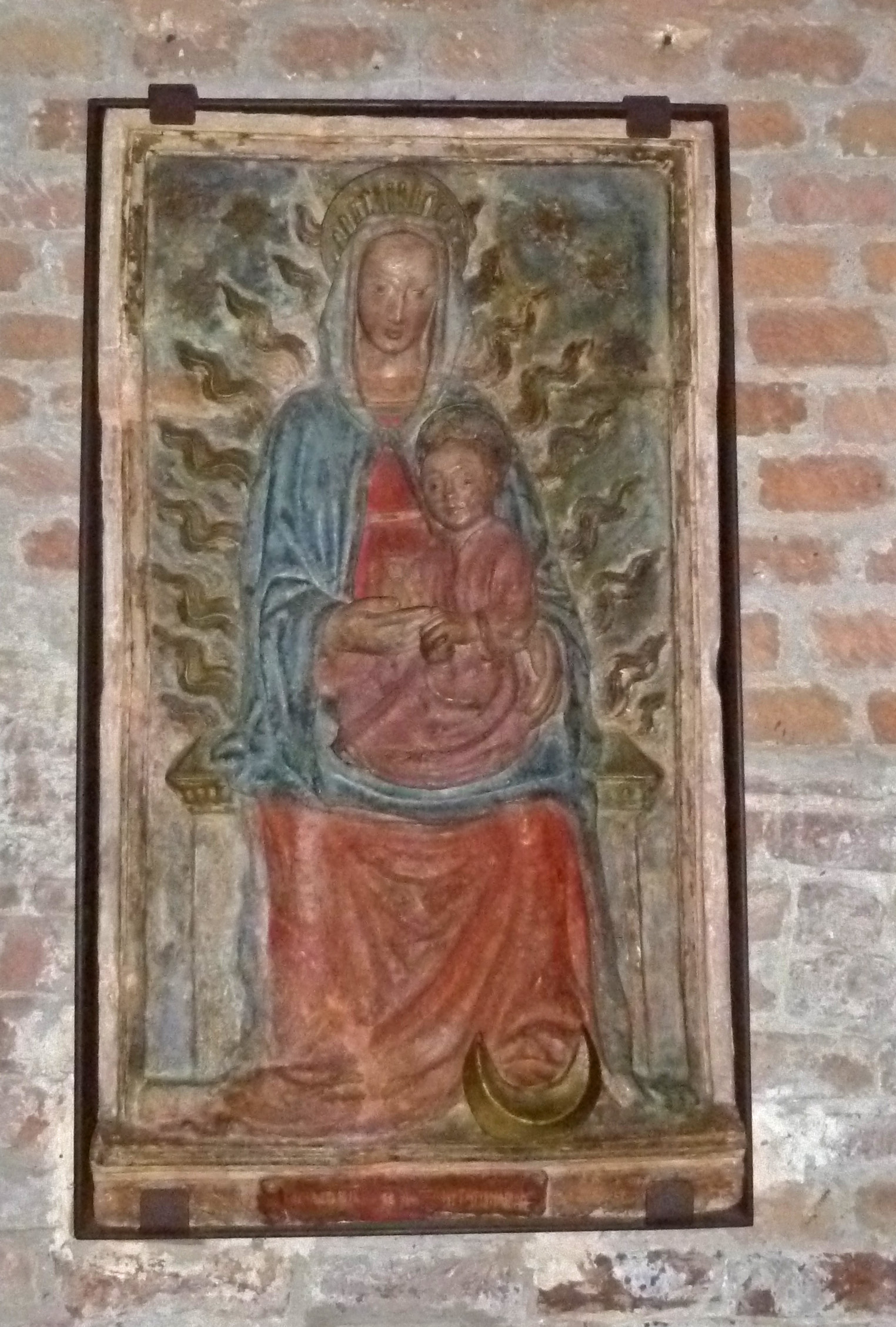
"Dona amb el Nen" com a dona a Apocalipsi 12: 1; Rotonda di San Lorenzo, Màntua, Itàlia,.

Un dels primers testimonis de la interpretació de la dona com a Església és d'Hipòlit de Roma, que esmenta aquesta interpretació en el llibre Sobre Crist i Anticrist.
Els comentaristes que s'adhereixen a la teologia reformada en la seva escatologia en ocasions identifiquen la dona com l'Església i l'home-fill a qui dona llum són els sants. Segons aquesta interpretació, Apocalipsi 12:17 descriu el romanent de la llavor de la dona com aquells que mantenen els manaments de Déu i tenen el testimoni de Jesucrist. La descendència de la dona, la llavor de la dona, es refereix després als sants. L'home nen "que regirà les nacions amb una barra de ferro" és un símbol dels fidels membres de l'Església.
A l'Apocalipsi 2: 18-29, es promet a l'Església de Tiària que els fidels regiran les nacions amb una barra de ferro. A l'Apocalipsis 19:15 es diu el mateix de Jesús. A Gàlates 4:26, l'apòstol Pau es refereix a la "Nova Jerusalem" com a "la nostra mare", i a l' 21: 2 i Efesians 5: 21-32, la Nova Jerusalem i l'Església són anomenades com a la núvia de Crist .
L'Església catòlica reconeix la ‘dona’ com a part del simbolisme polivalent que es troba al llibre en quatre referents: Israel, l'Església, Eva i Maria.